# Cacamatzin (tlacochcalcatl)
Cacamatzin (Tenochtitlán, ... – Michoacán, ...; fl. XV secolo) è stato un nobile azteco del XV secolo, primogenito del cihuacoatl, Tlacaelel, e guerriero che vantò il titolo di Tlacochcalcatl.

## Biografia
Ebbe dodici figli, solo tre dei quali sono noti:
- Una femmina (nome sconosciuto) che sposo' Nezahualpilli, il tlatoani di Texcoco. LA coppia ebbe un figlio di nome Cacamatzin, come il nonno, che prese il posto del padre come capo di Texcoco.[3]
- Tlacaelel, che prese il nome del nonno, anch'egli cihuacoatl.[4]
- Chicuey o Chicome Axochitzin, un guerriero la cui figlia divenne amante di Juan Rodríguez de Villafuerte, un conquistador spagnolo.[3]

Cacamatzin fu ucciso dai taraschi dopo essere stato catturato in battaglia.